# 周辺機器
周辺機器（しゅうへんきき）またはペリフェラル（英：peripheral）とは、コンピュータやゲーム機などの電子製品の本体に対して、ケーブル等で接続して使用する機器（ハードウェア等）のこと。
何が周辺機器とされるかはその製品により、時代やメーカーやモデルにもよっても変わる。なお、本体と周辺機器と間でのデータ、制御信号、状態（ステータス）など相互のやり取りは転送と言われる。 

## パーソナルコンピュータの周辺機器
パーソナルコンピュータの主な周辺機器には、外付けのキーボード、テンキー、マウス、プリンター、タイプライター、外付け補助記憶装置（ドライブ）などがある。周辺機器という呼称は外部に接続する製品を指すことが多く、コンピュータ内部に装着するものは「PCパーツ」などと呼ばれる。しかし、何が周辺機器であって、何がコンピュータ本体の一部であるかは、常に明確に決められる物ではない。

### 主な周辺機器
- 補助記憶装置
- 入力用
  - 入力機器
- 出力用
  - 出力機器
    - ディスプレイ
    - プリンター
- その他
  - ネットワーク機器
  - ケーブル類

### 税法上の扱い
税法上の扱いは場合ごとに異なる。減価償却資産に関する一般原則から説明すると、「取得価額10万円未満の減価償却資産は取得時に一括して費用として処理できる」となっているが、では周辺機器の場合に実際のところどうなるかと言うと、たとえばありがちな例としてパソコン本体と周辺機器を業者から購入し納品書の内訳が「パソコン本体18万円、ディスプレイ3万円、プリンター4万円」と書かれている場合（合計25万円の例）を考えてみると、このように最初からセットで利用することが明らかな組み合わせの場合は、周辺機器も含めて「取得総額」として計上（けいじょう。会計帳簿に記入）し、減価償却の際には「器具及び備品」として扱い耐用年数4年を適用する。ただし、中小企業がパソコン等を30万円未満で購入する場合は、「少額減価償却資産の特例」という規則が適用され、全額を損金として計上できる。

## コンピュータゲーム機の周辺機器
ゲーム機は特殊な接続インターフェースを採用することが多いため、周辺機器のほとんどは特定のゲーム機本体専用に設計される。ゲームコントローラなど、特定のゲームソフトに特化して設計される場合もある。

### 主な周辺機器
- ゲームコントローラ - ジョイスティック、ステアリングコントローラ、ガンコントローラなど、特定のジャンルを対象に様々な形態がある。
- メモリーカード - セーブデータの保存。ソフトの供給メディアが読み取り専用で、本体に内蔵記憶装置がないゲーム機で必要となる。
- AV出力ケーブル - アナログ出力の場合は各ゲーム機専用のケーブルが必要。デジタル出力はHDMIで統一された。

## 携帯電話等の周辺機器
電卓・電話・携帯電話・受信機・ファクシミリ・デジタルオーディオプレーヤー・ゲーム機・携帯型ゲーム・デジタル家電等の利便性を向上する周辺機器が多数販売され、大きな市場規模を形成している。機械ではない製品や、機能よりもファッション性を重視したものも多く、まとめて「アクセサリー」と呼ぶ場合が多い。汎用タイプの品を除けば特定の製品専用に設計され、とりわけAppleのiPod・iPhoneシリーズを対象にしたものは需要が高い。

### 主な周辺機器
- 充電用ケーブル
- モバイルバッテリー - スマートフォンは内蔵バッテリーの持続時間が十分でない場合があり、それを補うため需要が急増した。
- モバイルWi-Fiルーター
- ポータブルヘッドフォン、ヘッドフォンアンプ、スピーカー等
- モバイルキーボード

機械ではないもの
- ストラップ
- 画面保護シート
- タッチペン
- 保護ケース、ジャケット
- ポーチ、カバー類